# Jocelyne Larocque
Pour les articles homonymes, voir Larocque.
Jocelyne Larocque  (née le 19 mai 1988 à Sainte-Anne, dans la province du Manitoba au Canada) est une joueuse canadienne de hockey sur glace qui évolue dans la ligue élite féminine en tant que défenseure. Elle remporte trois titres olympiques, deux médailles d'or aux Jeux de Sotchi en 2014 et aux Jeux de Pékin en 2022 puis une médaille d'argent aux Jeux de Pyeongchang en 2018. Elle représente également le Canada dans plusieurs championnats du monde, remportant cinq médailles d'argent et deux médailles d'or.
Jocelyne Larocque remporte également trois fois le championnat WWHL puis
la Coupe Clarkson dans la LCHF en 2018. 

## Biographie

### Jeunesse
La Franco-Manitobaine est originaire de Sainte-Anne au Manitoba. Dans son adolescence, elle joue au hockey sur glace et au basketball de 2002 à 2004 pour le Collège Lorette Collegiate. La saison suivante, elle devient la première femme à jouer dans la ligue scolaire masculine (niveau secondaire) de Winnipeg, puis elle rejoint le camp d'entrainement Hockey Manitoba Program of Excellence du 25 au 27 juin 2004.
Elle joue pour l'équipe du Manitoba lors de la compétition Esso Women's Nationals de 2003, qui a lieu à Saskatoon, terminant huitième du classement. En janvier 2005, elle fait partie de l'équipe du Manitoba qui participe au championnat national féminin canadien de hockey des moins de 18 ans. Cette fois l'équipe termine cinquième, mais Larocque reçoit le titre de Meilleure défenseure. C'est également sa première saison avec l'équipe défunte de l'Oval X-Treme de Calgary, jouant dans l'ancienne ligue WWHL. Elle y jouera trois ans, remportant trois titres de championnat d'affilée avant d'être éligible au championnat universitaire.

### Parcours universitaire
En 2007-2008, Jocelyne Larocque rentre dans le championnat universitaire NCAA pour l'équipe des Bulldogs de Minnesota-Duluth. Lors de ses quatre années universitaires, elle remporte deux fois le championnat (2008 et 2010). Elle y affronte deux autres joueuses de la petite ville de Saint-Anne (1 500 habitants environ) : Mélanie Gagnon, capitaine des Golden Gophers du Minnesota et l'attaquante des Lakers de Mercyhurst Bailey Bram. Toutes trois sont connues sous le surnom anglais de Ste Anne Three (un jeu de mots entre Tree qui signifie arbre et Three le numéro trois). En 2009, Larocque est la première défenseure des Bulldog à être nommée dans l'équipe première « All-America ». 
Lors de la saison 2009-2010 de préparation pour les Jeux olympiques de Vancouver, Larocque n'est pas retenue dans l'effectif final en décembre 2009. Elle décide de retourner jouer les 19 matchs restants de la saison, étant forfait pour la moitié de son année d'éligibilité NCAA, et remporte le deuxième championnat de l'équipe,. 
Lors de sa dernière année, elle devient la première défenseure de l'équipe à inscrire 100 points en carrière à l'occasion d'une victoire contre l'université d'Ohio State en inscrivant un but et trois aides,. Elle est la défenseure ayant inscrit le plus de points de la saison 2010-2011 dans l'Association collégiale de hockey de l'ouest (WCHA), avec six buts et 18 aides en 26 matchs.
Elle termine ses études diplômée avec les honneurs en comptabilité en 2011 et avec le titre de la meilleure défenseure de l'histoire de l'équipe avec 105 points, 19 buts et 86 aides, en 127 matchs.

### LCHF
Larocque retourne jouer en WWHL pour le Maple Leafs du Manitoba, qui est l'équipe de sa région d'origine, mais c'est la dernière année d'existence de la ligue qui ferme courant 2011. L'année suivante, la ligue canadienne de hockey féminin (LCHF) se forme et Jocelyne est repêchée en 2012, en 6e position au total, par l'Inferno de Calgary. Après une saison là bas, elle est échangée en août 2013 contre Bailey Bram par le Thunder de Brampton. Elle y joue trois ans, portant la casquette de capitaine dès 2017. À la suite du déménagement de la franchise à Markham, elle devient ensuite capitaine pour le Thunder de Markham et remporte sa première coupe Clarkson lors de la saison 2017-2018.

### Fin de la LCHF
Lorsque de la dissolution de la LCHF en 2019, Jocelyne Larocque fait partie des centaines de joueuses professionnelles et internationales à rejoindre le mouvement #ForTheGame en vue d'obtenir des conditions d'exercice stable et de haut niveau. Elle joue des matchs en 2020 et 2021 avec la Professional Women's Hockey Players Association (PWHPA), organisation ayant pour but de former une ligue professionnelle féminine mais dont la progression a été ralentie par la pandémie de Covid-19.

### En équipe nationale
Elle participe pour la première fois à la sélection nationale à l'occasion de la Coupe des nations en 2006, avec l'équipe de développement du Canada des moins de 22 ans. Jocelyne Larocque remporte le championnat cette année là et l'année suivante. En 2009, elle fait partie de la préparation canadienne en vue des Jeux olympiques de Vancouver mais Brianne Jenner et elle-même ne sont finalement pas retenues dans l'effectif final le 27 novembre 2009. Malgré tout, elle est sélectionnée pour la Coupe des nations de 2010, ainsi que pour la Coupe des quatre nations de la même année où l'équipe remporte une médaille d'or.
Ses débuts olympiques ont lieu en 2014 pour les Jeux olympiques d'hiver de Sotchi où elle remporte une médaille d'or. Elle est également sélectionnée en 2018 lors des Jeux olympiques de Pyeongchang où elle porte le titre de capitaine-assistante et repart avec une médaille d'argent. Jocelyne Larocque fait alors l'objet de plusieurs articles de journaux pour avoir retiré sa médaille olympique de son cou lors de sa remise officielle, à la suite de la déception de la finale, ce qui lui vaut des reproches d'un membre de l'IIHF. Elle s'excuse le jour suivant, disant :« In the moment, I was disappointed with the outcome of the game and my emotions got the better of me. I meant no disrespect. It has been an honour to represent my country and win a medal for Canada. I'm proud of our team and proud to be counted among the Canadian athletes who have won medals at these games. »,. Elle est à nouveau sélectionnée pour le tournoi olympique en 2022 où elle remporte cette fois la médaille d'or.

## Statistiques

### En club
| Saison      | Équipe                       | Ligue       |                            | Saison régulière           | Saison régulière           | Saison régulière           | Saison régulière           | Saison régulière           |                            | Séries éliminatoires       | Séries éliminatoires       | Séries éliminatoires       | Séries éliminatoires | Séries éliminatoires |
| Saison      | Équipe                       | Ligue       | PJ                         | B                          | A                          | Pts                        | Pun                        | PJ                         | B                          | A                          | Pts                        | Pun                        |                      |                      |
| 2004-2005   | Oval X-Treme de Calgary      | WWHL        | 17                         | 2                          | 6                          | 8                          | 18                         | 3                          | 0                          | 0                          | 0                          | 2                          |                      |                      |
| 2005-2006   | Oval X-Treme de Calgary      | WWHL        | 21                         | 2                          | 8                          | 10                         | 66                         | 3                          | 0                          | 4                          | 4                          | 8                          |                      |                      |
| 2006-2007   | Oval X-Treme de Calgary      | WWHL        | 21                         | 3                          | 15                         | 18                         | 43                         | 3                          | 0                          | 0                          | 0                          | 6                          |                      |                      |
| 2007-2008   | Bulldogs de Minnesota-Duluth | NCAA        | 39                         | 4                          | 22                         | 26                         | 60                         | -                          | -                          | -                          | -                          | -                          |                      |                      |
| 2008-2009   | Bulldogs de Minnesota-Duluth | NCAA        | 37                         | 4                          | 33                         | 37                         | 108                        | -                          | -                          | -                          | -                          | -                          |                      |                      |
| 2009-2010   | Bulldogs de Minnesota-Duluth | NCAA        | 19                         | 3                          | 10                         | 13                         | 50                         | -                          | -                          | -                          | -                          | -                          |                      |                      |
| 2010-2011   | Bulldogs de Minnesota-Duluth | NCAA        | 32                         | 8                          | 21                         | 29                         | 60                         | -                          | -                          | -                          | -                          | -                          |                      |                      |
| 2011-2012   | Maple Leafs du Manitoba      | WWHL        | 32                         | 14                         | 35                         | 49                         | 22                         | -                          | -                          | -                          | -                          | -                          |                      |                      |
| 2012-2013   | Alberta Honeybadgers         | LCHF        | 23                         | 1                          | 2                          | 3                          | 44                         | -                          | -                          | -                          | -                          | -                          |                      |                      |
| 2013-2014   | Canada                       | AMHL        | 17                         | 0                          | 0                          | 0                          | 16                         | -                          | -                          | -                          | -                          | -                          |                      |                      |
| 2014-2015   | Thunder de Brampton          | LCHF        | 24                         | 3                          | 2                          | 5                          | 38                         | -                          | -                          | -                          | -                          | -                          |                      |                      |
| 2015-2016   | Thunder de Brampton          | LCHF        | 24                         | 2                          | 5                          | 7                          | 32                         | 2                          | 0                          | 1                          | 1                          | 4                          |                      |                      |
| 2016-2017   | Thunder de Brampton          | LCHF        | 20                         | 0                          | 4                          | 4                          | 38                         | -                          | -                          | -                          | -                          | -                          |                      |                      |
| 2017-2018   | Thunder de Markham           | LCHF        | 4                          | 1                          | 1                          | 2                          | 2                          | 3                          | 0                          | 0                          | 0                          | 2                          |                      |                      |
| 2018-2019   | Thunder de Markham           | LCHF        | 23                         | 2                          | 8                          | 10                         | 28                         | 3                          | 0                          | 2                          | 2                          | 4                          |                      |                      |
| 2019-2020   | GTA East                     | PWHPA       | Statistiques indisponibles | Statistiques indisponibles | Statistiques indisponibles | Statistiques indisponibles | Statistiques indisponibles | Statistiques indisponibles | Statistiques indisponibles | Statistiques indisponibles | Statistiques indisponibles | Statistiques indisponibles |                      |                      |
| 2020-2021   | Toronto                      | PWHPA       | 4                          | 0                          | 3                          | 3                          | 2                          |                            |                            |                            |                            |                            |                      |                      |
| 2022-2023   | Team Adidas                  | PWHPA       | 20                         | 0                          | 2                          | 2                          | 20                         |                            |                            |                            |                            |                            |                      |                      |
| 2023-2024   | Équipe de Toronto            | LPHF        | 23                         | 1                          | 9                          | 10                         | 6                          | 5                          | 0                          | 1                          | 1                          | 6                          |                      |                      |
| Totaux NCAA | Totaux NCAA                  | Totaux NCAA | 127                        | 19                         | 86                         | 105                        | 218                        |                            |                            |                            |                            |                            |                      |                      |
| Totaux LCHF | Totaux LCHF                  | Totaux LCHF | 118                        | 9                          | 22                         | 31                         | 182                        | 8                          | 0                          | 3                          | 3                          | 10                         |                      |                      |

### En équipe nationale
| Année | Équipe | Compétition          |   | PJ | B | A | Pts | Pun | +/-                |  | Résultat |
| 2011  | Canada | Championnat du monde | 5 | 0  | 2 | 2 | 6   | +7  | Médaille d'argent  |  |          |
| 2012  | Canada | Championnat du monde | 5 | 0  | 1 | 1 | 6   | +8  | Médaille d'or      |  |          |
| 2013  | Canada | Championnat du monde | 5 | 0  | 2 | 2 | 8   | +10 | Médaille d'argent  |  |          |
| 2014  | Canada | Jeux olympiques      | 5 | 1  | 1 | 2 | 2   | +2  | Médaille d'or      |  |          |
| 2015  | Canada | Championnat du monde | 5 | 0  | 0 | 0 | 4   | +2  | Médaille d'argent  |  |          |
| 2016  | Canada | Championnat du monde | 4 | 0  | 0 | 0 | 4   | +2  | Médaille d'argent  |  |          |
| 2017  | Canada | Championnat du monde | 5 | 0  | 2 | 2 | 4   | -1  | Médaille d'argent  |  |          |
| 2018  | Canada | Jeux olympiques      | 5 | 0  | 1 | 1 | 2   | +4  | Médaille d'argent  |  |          |
| 2019  | Canada | Championnat du monde | 5 | 0  | 2 | 2 | 2   | +4  | Médaille de bronze |  |          |
| 2021  | Canada | Championnat du monde | 7 | 0  | 4 | 4 | 8   | +11 | Médaille d'or      |  |          |
| 2022  | Canada | Jeux olympiques      | 7 | 0  | 2 | 2 | 10  | +11 | Médaille d'or      |  |          |
| 2022  | Canada | Championnat du monde | 7 | 1  | 5 | 6 | 2   | +7  | Médaille d'or      |  |          |
| 2023  | Canada | Championnat du monde | 7 | 0  | 3 | 3 | 4   | +4  | Médaille d'argent  |  |          |
| 2024  | Canada | Championnat du monde | 7 | 1  | 4 | 5 | 12  | +16 | Médaille d'or      |  |          |

## Trophées et Honneurs personnels
- Remporte le Prix Tom Longboat en 2018[24] qui récompense les athlètes autochtones « ayant effectué une contribution exceptionnelle pour le sport au Canada».

### Ligue universitaire
- 2011 :
  - Joueuse défensive de la semaine de l'Association Collégiale de Hockey de l'Ouest (WCHA) (Semaine du 16 Fév. 2011)[25]
  - Finaliste pour le Trophée Patty Kazmaier[26]
  - Athlète étudiante exceptionnelle de l'année du WCHA[27]
  - Défenseure de l'année du WCHA
  - Sélectionnée dans l'équipe première du WCHA
  - Sélectionnée dans l'équipe première « All-America »[28]

### Ligue professionnelle de hockey féminin
- 2024 : participe au Match des étoiles de la LPHF